# Micropoma niloticum
Micropoma niloticum là một loài Rêu trong họ Funariaceae. Loài này được (Delile) Lindb. mô tả khoa học đầu tiên năm 1903.